# Blabomma foxi
Blabomma foxi là một loài nhện trong họ Dictynidae.
Loài này thuộc chi Blabomma. Blabomma foxi được Ralph Vary Chamberlin & Wilton Ivie miêu tả năm 1937.